# Truthpeaker
『Truthpeaker』（トゥルースピーカー）は、ammoflightの2ndミニアルバム。2011年6月8日に発売。その後2013年3月26日に配信された。

## 概要
ammoflightの2枚目となるミニアルバムであり、2013年1月時点では最後のインディーズ作品。

## 収録曲
1. Hello Tomorrow
リード曲。MVも制作された[2]。
2. サン
3. hikari
4. アリゲーター
5. それは、空想のストーリー
6. 27sec.
器楽曲。タイトル通り27秒の曲である。
7. Call